# محيط (بلاغة)
المحيط عند البلغاء هو ضرب من رد الصدر على العجز يؤتى بتكرار أول كلمة من بيت الشعر في آخره.

## أمثلة
- تمنت سليمى أن أقيم بأرضها، وإني وسلمى ويبها ما تمنت — السمهري اللص
- ليس من المنطق أن تتباهى بالحرية وأنت مكبل بقيود المنطق — ميخائيل نعيمة